# Monochamus gravidus
Monochamus gravidus är en skalbaggsart som först beskrevs av Francis Polkinghorne Pascoe 1858.  Monochamus gravidus ingår i släktet Monochamus och familjen långhorningar. Inga underarter finns listade i Catalogue of Life.